# Kant (geometri)
En kant är inom geometrin en endimensionell linje.
I tredimensionell geometri möts två sidor i varje kant.
I fyrdimensionell geometri möts tre eller fler celler i varje kant.